# Singré
Singré è un arrondissement del Benin situato nella città di Copargo (dipartimento di Donga) con 15.293 abitanti (dato 2006).